# Parastrephia quadrangularis
Parastrephia quadrangularis, comúnmente conocida como tola o tola tola', es una especie de planta fanerógama perteneciente a  la familia de las asteráceas. Es originaria de América del Sur y ha sido registrada en Argentina, Bolivia, Chile y Perú, donde es característica de la ecorregión Puna. 

## Descripción
Es un arbusto resinoso, que alcanza un tamaño de hasta 2 m de altura, y que se encuentra típicamente en lugares semiáridos secos, o en la Cordillera de los Andes central, en hábitats de puna, a altitudes de 3.500 a 5.000 m sobre el nivel del mar, y en la maleza del bosque centro Andino de Polylepis.

## Usos
En el noroeste de Argentina el humo de la quema de las hojas de la planta se ha utilizado externamente como una ayuda para acelerar el parto.

## Taxonomía
Parastrephia quadrangularis fue descrita por (Meyen) Cabrera  y publicado en Notas del Museo de la Plata, Botánica 17: 57. 1954.
Sinonimia
- Baccharis quadrangularis Meyen
- Lepidophyllum cupressinum (Phil.) Kuntze
- Lepidophyllum meyenii A.Gray
- Lepidophyllum quadrangulare (Meyen) Benth. & Hook.f.
- Lepidophyllum tola Cabrera
- Parastrephia lepidophylla (Wedd.) Cabrera
- Polyclados cupressinus Phil.[4]